# Чемпіонат України з легкої атлетики 2019

Трансляція основного чемпіонату

Чемпіонат України з легкої атлетики 2019 серед дорослих був проведений 21-23 серпня в Луцьку на стадіоні «Авангард».
Спочатку чемпіонат був запланований до проведення у Кропивницькому на стадіоні «Зірка». Проте, власники стадіону не встигли відновити пошкоджене покриття бігових доріжок до початку чемпіонату, тому Виконкомом Федерація легкої атлетики України і було ухвалене рішення щодо перенесення змагань з Кропивницького до Луцька.

## Географія чемпіонатів
Крім основного чемпіонату в Луцьку, протягом 2019 року в різних містах та селищах України також були проведені чемпіонати України в окремих дисциплінах легкої атлетики серед дорослих спортсменів. Загалом, 15 міст та селищ з 11 регіонів України приймали легкоатлетичні чемпіонати України серед дорослих:
- Луцьк — чемпіонат України з легкої атлетики (21-23 серпня)
- Мукачево — зимовий чемпіонат України з легкоатлетичних метань (15-17 лютого) та чемпіонат України з гірського бігу (вгору-вниз) (9 червня)
- Воловець — чемпіонат України з гірського бігу (вгору) (2 червня)
- Ужгород — чемпіонат України з естафетного бігу (18-19 травня) та чемпіонат України з кросу (30-31 жовтня)
- Івано-Франківськ — зимовий чемпіонат України зі спортивної ходьби (23-24 березня) та чемпіонат України зі спортивної ходьби на 50 км (19-20 жовтня)
- Вижниця — чемпіонат України з трейлу (6-7 квітня)
- Чернівці — чемпіонат України з шосейного бігу на 1 милю (29 вересня)
- Мелітополь — чемпіонат України з бігу на 10000 метрів (25 травня, стадіон «Спартак»)
- Вінниця — чемпіонат України з 48-годинного бігу (28-30 червня)
- Суми — чемпіонат України зі спортивної ходьби на 20 км (16 червня)
- Сколе — чемпіонат України з гірського бігу (довга дистанція) (16 червня)
- Львів — чемпіонат України з шосейного бігу на 10 км (15 вересня)
- Полтава — чемпіонат України з напівмарафону (1 вересня)
- Київ — чемпіонат України з 12-годинного та добового бігу (21-22 вересня)
- Біла Церква — чемпіонат України з марафону (6 жовтня)

## Хроніка основного чемпіонату

### День перший
З майже сорока атлетів, які на початок чемпіонату виконали нормативи на світову першість, в стартовий день змагань його вдалося підтвердити поки що лише волинянці Ірині Климець. І другій спробі вона показала результат 71,08, і його нікому з суперниць не вдалося перевершити. Також тут варто відзначити Валерію Іваненко з Черкаської області. 18-річна переможниця Юнацьких олімпійських ігор вперше виступала на дорослому чемпіонаті країни, і стала його бронзовою призеркою (60,07).
У чоловіків-молотобойців все вирішилося в передостанній спробі. До неї лідирував Сергій Перевозніков із Закарпаття (73,07), але 18-річному Михайлу Кохану з Дніпропетровщини вдалося його випередити (73,94), і виграти золоту медаль, яка стала гарним доповненням до нормативу на чемпіонат світу, який Михайло виконав раніш.
У штовханні ядра серед чоловіків з особистим рекордом переміг одесит Роман Кокошко (19,70).
На жаль, сильний вітер певною мірою завадив проявити себе представникам спринтерських дисциплін. У бігу на 400 метрів серед жінок перемогу святкувала Анна Рижикова з Дніпра, яка на фініші вирвала золото у киянки Тетяни Мельник (52,55 проти 55,74). У чоловіків у фіналі з бігу на 100 метрів додалися ще й проблеми зі стартовою електронікою. Хлопцям довелося шість разів ставати на стартову решітку. В тому числі через нервову напругу трьох було дискваліфіковано через фальстарт. У підсумку перемогу тут здобув дніпрянин Станіслав Коваленко.
В окремих видах виступали лідери українського багатоборства — Олексій Касьянов із Запоріжжя та броварчанка Аліна Шух. Касьянов пробіг з десятиборцями стометрівку, після чого зрозумів, що пошкодження не дозволить йому пройти всю багатоборську дистанцію. Через це він змагався на бар'єрних 110 метрах, і став бронзовим призером чемпіонату (14,20). А Аліна Шух перед семиборством, яке розпочиналось в другий день змагань, стрибала потрійним, і з особистим рекордом (12,97) стала четвертою.

### День другий
Другий день чемпіонату України-2019 подарував цікаву боротьбу в низці дисциплін.
У стрибках у довжину серед чоловіків до останньої спроби вели боротьбу за золото харків'янин Ярослав Ісаченков та бердичівлянин Владислав Мазур. І лише в шостому стрибку Владиславу вдалося підкріпити свою перемогу яскравим акордом — 8,01, тоді як найкраща спроба Ярослава була на 7,77.
У стрибках з жердиною серед чоловіків 5,30 подолали лише 23-річний Кирило Кіру з Київщини та 20-річний Тарас Шевцов з Харківщини (для нього це — особистий рекорд). Після цього вони взялися за штурм позначки 5,40. Вона нікому не підкорилася, і за спробами перемогу святкував Кіру.
У чоловічій висоті серед чоловіків після стрибків на 2,23 у секторі залишився лише Андрій Проценко з Херсонської області. Маючи вже раніш виконаний норматив, а значить, і оформивши путівку на чемпіонат світу, він, без конкуренції, 2,27 не взяв.
Також відзначимо впевнену перемогу у метанні диска харків'янина Микити Нестеренка (61,13) та Наталії Семенової з Донеччини (58,47).

### День третій
Прикрасою третього змагального дня стало протистояння жінок в секторі для стрибків у висоту. Трійка призерок визначилася тут досить швидко, вже після планки на 1,88 — киянки Юлія Левченко та Ірина Геращенко та Ярослава Магучіх з Дніпропетровської області. На жаль, не зуміла їм нав'язати боротьби Оксана Окунєва — напередодні на тренуванні миколаївська висотниця підвернула ногу і не змогла взяти участь у фіналі. А тріо лідерок після 1,88 синхронно взяли 1,91 та 1,94. І лише на 1,96 розпочався «відсів». Левченко та Магучіх взяли цю висоту з другої спроби, а Геращенко вона не підкорилася. 1,98 виявилися не під силу дніпрянці, тоді як Левченко з третьої спроби її взяла. А після цього з другої — і 2 метра рівно! Таким чином Юлія стала чемпіонкою України з найкращим своїм результатом в сезоні. А всі три медалістки підтвердили нормативи на Доху.
У стрибках у довжину Марина Бех-Романчук з Хмельниччини вже в першій спробі полетіла на 6,79, і ця позначка виявилася для неї переможною, а для решти суперниць — недосяжною. Приємно, що всі шість стрибків Марини були вдалими, без заступів, і стабільно за 6,60. Отож, Марина також підтвердила норматив на чемпіонат світу.
Це вдалося зробити в п'ятницю ще одній атлетці — дніпрянці Анні Рижиковій. Вона дуже впевнено, з відривом від суперниць більш ніж в секунду виграла фінал з бігу на 400 метрів з бар'єрами — 55,48. Додамо, що Анна стала єдиною, кому вдалося оформити на чемпіонаті України золотий дубль — напередодні вона виграла «чисту» 400-метрівку.
Також слід відзначити трьох атлеток, які вибороли золоті нагороди з особистими рекордами — Вікторію Ніколенко з Черкаської області (800 метрів — 2.06,53), Тетяну Кайсен з Дніпропетровської (200 метрів — 23,66) та Дарину Слободу з Київської (семиборство — 6208) областей.
За підсумками чемпіонату України-2019 перемогу в командному заліку здобула збірна Київської області, другими стали представники столиці, третіми — Дніпропетровщини.

## Призери основного чемпіонату

### Чоловіки
| Дисципліни                | Золото                                       | Золото      | Срібло                                   | Срібло     | Бронза                                   | Бронза      |
| ------------------------- | -------------------------------------------- | ----------- | ---------------------------------------- | ---------- | ---------------------------------------- | ----------- |
| 100 метрів                | Станіслав Коваленко Дніпропетровська область | 10,48       | Ігор Бодров Харківська область           | 10,56 SB   | Ерік Костриця Волинська область          | 10,57       |
| 200 метрів                | Сергій Смелик Донецька область               | 20,52 SB    | Ігор Бодров Харківська область           | 21,17 SB   | Дмитро Вітковський Миколаївська область  | 21,43       |
| 400 метрів                | Данило Даниленко Волинська область           | 46,66       | Олексій Поздняков Донецька область       | 47,09      | Дмитро Бікулов Харківська область        | 47,28 SB    |
| 800 метрів                | Євген Гуцол Волинська область                | 1.48,06     | Олег Миронець Чернівецька область        | 1.48,17 PB | Дмитро Бікулов Харківська область        | 1.48,38 SB  |
| 1500 метрів               | Станіслав Маслов Житомирська область         | 3.54,67     | Юрій Кіщенко Київська область            | 3.54,70    | Олександр Карпенко Київська область      | 3.55,23     |
| 5000 метрів               | Володимир Киц Київська область               | 14.09,55 SB | Станіслав Маслов Житомирська область     | 14.10,14   | Олексій Обуховський Харківська область   | 14.16,62 PB |
| 110 метрів з бар'єрами    | Артем Шаматрин Київ                          | 14,03       | Кирило Хоменко Київ                      | 14,05      | Олексій Касьянов Запорізька область      | 14,20 SB    |
| 400 метрів з бар'єрами    | Денис Нечипоренко Черкаська область          | 50,78 SB    | Дмитро Романюк Рівненська область        | 51,23      | Юрій Баранцов Луганська область          | 53,06 SB    |
| 3000 метрів з перешкодами | Василь Коваль Житомирська область            | 8.57,97     | Роман Ростикус Львівська область         | 9.03,88    | Сергій Шевченко Київ                     | 9.05,13 SB  |
| Стрибки у висоту          | Андрій Проценко Херсонська область           | 2,23        | Дмитро Дем'янюк Львівська область        | 2,20 =SB   | Вадим Кравчук Львівська область          | 2,20        |
| Стрибки з жердиною        | Кирило Кіру Київська область                 | 5,30 =SB    | Тарас Шевцов Харківська область          | 5,30 PB    | Артур Бортніков Дніпропетровська область | 5,10        |
| Стрибки в довжину         | Владислав Мазур Житомирська область          | 8,01 SB     | Ярослав Ісаченков Харківська область     | 7,77       | Сергій Крук Тернопільська область        | 7,70 SB     |
| Потрійний стрибок         | Олександр Малосілов Донецька область         | 16,14       | Артем Коноваленко Донецька область       | 15,98      | Олександр Попко Дніпропетровська область | 15,27       |
| Штовхання ядра            | Роман Кокошко Одеська область                | 19,70 PB    | Віктор Самолюк Київська область          | 19,08      | Ігор Мусієнко Сумська область            | 18,16       |
| Метання диска             | Микита Нестеренко Харківська область         | 61,13 SB    | Іван Панасюк Тернопільська область       | 53,03      | Олексій Касьянов Запорізька область      | 50,97 SB    |
| Метання молота            | Михайло Кохан Дніпропетровська область       | 73,94       | Сергій Перевозніков Закарпатська область | 73,07      | Гліб Піскунов Херсонська область         | 71,85       |
| Метання списа             | Олександр Ничипорчук Київ                    | 74,62       | Юрій Кушнірук Запорізька область         | 73,61      | Дмитро Шеремет Львівська область         | 70,14       |
| Десятиборство             | Руслан Малогловець Дніпропетровська область  | 7330        | Вадим Адамчук Вінницька область          | 7009       | Ярослав Богдан Київська область          | 6962 PB     |

### Жінки
| Дисципліни                | Золото                                   | Золото      | Срібло                                    | Срібло      | Бронза                                   | Бронза      |
| ------------------------- | ---------------------------------------- | ----------- | ----------------------------------------- | ----------- | ---------------------------------------- | ----------- |
| 100 метрів                | Вікторія Ратнікова Запорізька область    | 11,53w      | Єва Подгородецька Харківська область      | 11,93w      | Марія Мокрова Київ                       | 11,96w      |
| 200 метрів                | Тетяна Кайсен Дніпропетровська область   | 23,66 PB    | Єлизавета Бризгіна Луганська область      | 23,72 SB    | Ганна Чубковцова Київ                    | 23,99       |
| 400 метрів                | Анна Рижикова Дніпропетровська область   | 52,55       | Тетяна Мельник Київ                       | 52,74       | Катерина Климюк Запорізька область       | 53,03       |
| 800 метрів                | Вікторія Ніколенко Черкаська область     | 2.06,53 PB  | Анастасія Рємєнь Запорізька область       | 2.06,89     | Юлія Чехівська Вінницька область         | 2.10,89     |
| 1500 метрів               | Анна Міщенко Харківська область          | 4.19,72     | Орися Дем'янюк Львівська область          | 4.24,62     | Анастасія Рємєнь Запорізька область      | 4.26,95     |
| 5000 метрів               | Вікторія Калюжна Донецька область        | 16.28,48 SB | Марія Ходаківська Київська область        | 16.37,98    | Олеся Дідоводюк Закарпатська область     | 16.55,23    |
| 100 метрів з бар'єрами    | Анна Плотіцина Київська область          | 13,10w      | Оксана Шкурат Сумська область             | 13,17w      | Ганна Чубковцова Київ                    | 13,25w      |
| 400 метрів з бар'єрами    | Анна Рижикова Дніпропетровська область   | 55,48       | Марія Миколенко Донецька область          | 56,73       | Олена Колесніченко Вінницька область     | 57,27       |
| 3000 метрів з перешкодами | Марія Шаталова Житомирська область       | 10.12,75 SB | Ганна Жмурко Чернігівська область         | 10.23,17 PB | Ярослава Ястреб Київська область         | 10.42,90 PB |
| Стрибки у висоту          | Юлія Левченко Київ                       | 2,00 SB     | Ярослава Магучіх Дніпропетровська область | 1,96        | Ірина Геращенко Київ                     | 1,94        |
| Стрибки з жердиною        | Марина Килипко Харківська область        | 4,50        | Яна Гладійчук Київ                        | 4,00        | Юлія Максименко Дніпропетровська область | 3,80        |
| Стрибки в довжину         | Марина Бех-Романчук Хмельницька область  | 6,79        | Юлія Фірсова Київ                         | 6,21        | Анастасія Черемісіна Київська область    | 6,17        |
| Потрійний стрибок         | Ганна Красуцька Донецька область         | 13,66w      | Катерина Попова Донецька область          | 13,29 SB    | Тетяна Головчук Дніпропетровська область | 13,08 PB    |
| Штовхання ядра            | Ольга Голодна Київська область           | 17,32 SB    | Вікторія Клочко Дніпропетровська область  | 15,52 SB    | Анна Самолюк Київська область            | 15,52       |
| Метання диска             | Наталія Семенова Донецька область        | 58,47       | Вікторія Савицька Одеська область         | 55,61 PB    | Вікторія Клочко Дніпропетровська область | 51,94       |
| Метання молота            | Ірина Климець Волинська область          | 71,08       | Ірина Новожилова Херсонська область       | 65,34       | Валерія Іваненко Черкаська область       | 60,07       |
| Метання списа             | Ганна Гацько-Федусова Запорізька область | 55,76       | Тетяна Фетіскіна Київ                     | 52,83       | Олександра Зарицька Київська область     | 48,73       |
| Семиборство               | Дарина Слобода Київська область          | 6208 PB     | Аліна Шух Київська область                | 6178 SB     | Рімма Буйненко Дніпропетровська область  | 6079 PB     |

## Окремі чемпіонати

### Стадіонні дисципліни
- Зимовий чемпіонат України з легкоатлетичних метань 2019 був проведений 15-17 лютого в Мукачеві. Чемпіони визначались у трьох метальних дисциплінах (метання диска, метання молота та метання списа). Чемпіонат був визначальним етапом відбору до складу національної збірної для участі в Кубку Європи з метань[5].
- Чемпіонат України з естафетного бігу 2019 був проведений 18-19 травня в Ужгороді на стадіоні «Авангард»[6].
- Чемпіонат України з бігу на 10000 метрів 2019 був проведений 25 травня у Мелітополі на стадіоні «Спартак». Ці змагання були відбірковими до збірної України для участі в Кубку Європи з бігу на 10000 метрів[7].

#### Чоловіки
| Дисципліни               | Золото                                                                                | Золото   | Срібло                                                                                   | Срібло   | Бронза                                                                                   | Бронза   |
| ------------------------ | ------------------------------------------------------------------------------------- | -------- | ---------------------------------------------------------------------------------------- | -------- | ---------------------------------------------------------------------------------------- | -------- |
| Метання диска (зимовий)  | Микита Нестеренко Харківська область                                                  | 60,45    | Іван Панасюк Тернопільська область                                                       | 53,17 SB | Владислав Черніков Дніпропетровська область                                              | 47,25    |
| Метання молота (зимовий) | Сергій Регеда Київська область                                                        | 72,03 SB | Сергій Перевозніков Закарпатська область                                                 | 69,71 SB | Володимир Мисливчук Рівненська область                                                   | 67,05 SB |
| Метання списа (зимовий)  | Олександр Ничипорчук Київ                                                             | 72,26 SB | Микола Шама Рівненська область                                                           | 70,74 SB | Микола Калюш Рівненська область                                                          | 70,11    |
| 4×100 метрів             | Чернівецька областьМаксим Кузін Еміль Ібрагімов Олександр Помогаєв Олександр Данілов  | 41,43    | Сумська областьАндрій Волинець Юрій Сторож Володимир Супрун Михайло Тютюнников           | 42,20    | Миколаївська областьСвятослав Чорний Валерій Юрик Анатолій Щербунь Андрій Василевський   | 42,30    |
| 4×400 метрів             | Сумська областьОлександр Погорілко Федір Савостян Костянтин Ожійов Михайло Тютюнников | 3.13,31  | Житомирська областьДмитро Панцюк Максим Костічев Ілля Черняєв Василь Козій               | 3.24,09  | Кіровоградська областьДмитро Болюк Віктор Сенчишин Владислав Вітер Олександр Роздобудько | 3.29,40  |
| 4×800 метрів             | Київська областьОлександр Гонський Дмитро Ковальчук Юрій Кіщенко Олег Каяфа           | 7.38,16  | Кіровоградська областьВіктор Сенчишин Дмитро Болюк Владислав Вітер Олександр Роздобудько | 8.03,68  | Сумська областьКостянтин Ожійов Федір Савостян Віталій Івах Валерій Буян                 | 8.11,95  |
| 10000 метрів             | Богдан-Іван Городиський Київ                                                          | 28.49,97 | Микола Нижник Київ                                                                       | 28.50,71 | Роман Романенко Дніпропетровська область                                                 | 28.54,63 |

#### Жінки
| Дисципліни               | Золото                                                                       | Золото   | Срібло                                                                               | Срібло   | Бронза                                                                               | Бронза   |
| ------------------------ | ---------------------------------------------------------------------------- | -------- | ------------------------------------------------------------------------------------ | -------- | ------------------------------------------------------------------------------------ | -------- |
| Метання диска (зимовий)  | Вікторія Клочко Дніпропетровська область                                     | 54,86 SB | Вікторія Савицька Одеська область                                                    | 49,50    | Катерина Нестеренко Харківська область                                               | 44,60    |
| Метання молота (зимовий) | Ірина Климець Волинська область                                              | 71,21    | Альона Шамотіна Дніпропетровська область                                             | 64,70    | Римма Філімошкіна Донецька область                                                   | 62,51    |
| Метання списа (зимовий)  | Ганна Гацько-Федусова Запорізька область                                     | 57,96    | Тамара Євдокимова Львівська область                                                  | 45,30    | Оля Голембовська Львівська область                                                   | 42,56    |
| 4×100 метрів             | Сумська областьОксана Шкурат Цибульник Анна Дарина Маслюк Анастасія Шишняк   | 48,16    | Вінницька областьІнна Ковтун Юлія Чехівська Ганна Тимченко Марія Черкас              | 49,00    | Житомирська областьВасилина Домбровська Марія Чорна Олександра Сіліна Юлія Сухотська | 49,21    |
| 4×400 метрів             | Вінницька областьІнна Ковтун Тетяна Дорошенко Марія Черкас Юлія Чехівська    | 3.49,89  | Житомирська областьВасилина Домбровська Марія Чорна Олександра Сіліна Юлія Сухотська | 4.01,40  | Сумська областьАліна Титаренко Дарина Маслюк Оксана Шкурат Яна Тимошенко             | 4.19,75  |
| 4×800 метрів             | Вінницька областьОлена Лавренюк Ольга Мельничук Юлія Турлюк Тетяна Дорошенко | 9.36,83  | Сумська областьТетяна Головченко Вероніка Калашнікова Яна Тимошенко Марія Радько     | 10.26,18 | не вручалась                                                                         |          |
| 10000 метрів             | Дар'я Михайлова Київська область                                             | 32.44,70 | Валерія Зіненко Полтавська область                                                   | 33.20,70 | Ольга Котовська Рівненська область                                                   | 33.20,80 |

#### Змішана дисципліна
| Дисципліна   | Золото                                                                               | Золото  | Срібло                                                                              | Срібло  | Бронза                                                                     | Бронза  |
| ------------ | ------------------------------------------------------------------------------------ | ------- | ----------------------------------------------------------------------------------- | ------- | -------------------------------------------------------------------------- | ------- |
| 4×400 метрів | Сумська областьАнастасія Шишняк Євгенія Мучарова Костянтин Ожійов Михайло Тютюнников | 3.33,29 | Вінницька областьІнна Ковтун Юлія Чехівська Андрій Ковальчук Олександр Недоснований | 3.34,41 | Житомирська областьМарія Чорна Василь Козій Юлія Сухотська Максим Костічев | 3.39,35 |

### Шосейна спортивна ходьба
- Зимовий чемпіонат України зі спортивної ходьби 2019 був проведений 23-24 березня в Івано-Франківську. Чемпіонат став головним етапом відбору на Кубок Європи зі спортивної ходьби, який 19 травня приймав литовський Алітус[8].
- Чемпіонат України зі спортивної ходьби на 20 кілометрів 2019 був проведений 16 червня в Сумах на шосейній кільцевій трасі, прокладеній проспектом Шевченка[9].
- Чемпіонат України зі спортивної ходьби на 50 кілометрів 2019 був проведений 19-20 жовтня в Івано-Франківську[10].

#### Чоловіки
| Дисципліни                     | Золото                        | Золото     | Срібло                            | Срібло     | Бронза                            | Бронза     |
| ------------------------------ | ----------------------------- | ---------- | --------------------------------- | ---------- | --------------------------------- | ---------- |
| Ходьба 20 кілометрів (зимовий) | Іван Лосев Київська область   | 1:21.50    | Едуард Забуженко Київська область | 1:22.16    | Віктор Шумік Волинська область    | 1:24.13    |
| Ходьба 20 кілометрів           | Олександр Ляхович Білорусь    | 1:24.27 SB | Сергій Будза Київська область     | 1:24.45 SB | Сергій Світличний Сумська область | 1:24.50 PB |
| Ходьба 35 кілометрів (зимовий) | Сергій Будза Київська область | 2:34.49    | Іван Банзерук Волинська область   | 2:36.09    | Олексій Казанін Вінницька область | 2:39.58    |
| Ходьба 50 кілометрів           | Алекс Райт Ірландія           | 3:51.13 SB | Ігор Главан Сумська область       | 3:52.13 SB | Антон Радько Сумська область      | 3:56.36 PB |

#### Жінки
| Дисципліни                     | Золото                         | Золото     | Срібло                                    | Срібло     | Бронза                                 | Бронза  |
| ------------------------------ | ------------------------------ | ---------- | ----------------------------------------- | ---------- | -------------------------------------- | ------- |
| Ходьба 20 кілометрів (зимовий) | Інна Кашина Київська область   | 1:32.17    | Марія Філюк Волинська область             | 1:34.06    | Ганна Шевчук Івано-Франківська область | 1:35.38 |
| Ходьба 20 кілометрів           | Марія Філюк Волинська область  | 1:35.39    | Христина Юдкіна Івано-Франківська область | 1:36.25 SB | Ганна Шевчук Івано-Франківська область | 1:39.19 |
| Ходьба 35 кілометрів (зимовий) | Олена Собчук Волинська область | 2:54.23 NR | Валентина Мирончук Волинська область      | 3:04.15    | Маріанна Гончарова Сумська область     | 3:07.23 |
| Ходьба 50 кілометрів           | Людмила Шелест Сумська область | 4:58.25    | Юлія Кушка Дніпропетровська область       | 5:34.24 SB | не вручалась                           |         |

### Трейл, гірський біг та крос
- Чемпіонат України з трейлу 2019 був проведений 6 квітня у Вижниці в межах щорічних змагань «Гуцул Трейл» на трасі «Соколине око» довжиною 54,5 км з набором висот 3250 м[11].
- Чемпіонат України з гірського бігу (вгору) 2019 був проведений 2 червня у Воловці. На трасі довжиною 12 км підйом складав 100 метрів на 1 км[12].
- Чемпіонат України з гірського бігу (вгору-вниз) 2019 був проведений 9 червня в Мукачеві. Чоловіки змагались на дистанції 12 км з перепадом висот 650 м, а жінки — на дистанції 8 км з перепадом висот 400 м. На цих змаганнях відбувався відбір до збірної України для участі в чемпіонаті Європи та чемпіонаті світу з гірського бігу. Лише переможці на 12-кілометровій дистанції у чоловіків та 8 кілометровій у жінок виборювали це право[13].
- Чемпіонат України з гірського бігу (довга дистанція) 2019 був проведений 16 червня в Сколе на трасі «Скелі Довбуша» довжиною 52,6 км з перепадом висот 2300 м[14][15].
- Чемпіонат України з легкоатлетичного кросу 2019 був проведений 30-31 жовтня в Ужгороді[16].

#### Чоловіки
| Дисципліни                     | Золото                                | Золото  | Срібло                                       | Срібло  | Бронза                               | Бронза  |
| ------------------------------ | ------------------------------------- | ------- | -------------------------------------------- | ------- | ------------------------------------ | ------- |
| Трейл                          | Сергій Попов Київ                     | 6:21.57 | Андрій Ткачук Львівська область              | 6:40.42 | Олексій Борисенко Київ               | 6:48.53 |
| Гірський біг (вгору)           | Сергій Расчупкін Закарпатська область | 1:11.45 | Олександр Ченікало Львівська область         | 1:12.10 | Богдан Добранський Львівська область | 1:14.52 |
| Гірський біг (вгору-вниз)      | Олександр Ченікало Львівська область  | 50.40   | Анатолій Бондаренко Дніпропетровська область | 51.30   | Богдан Добранський Львівська область | 52.34   |
| Гірський біг (довга дистанція) | Сергій Попов Київ                     | 5:34.20 | Анатолій Бондаренко Дніпропетровська область | 5:38.00 | Ігор Слюсаренко Полтавська область   | 5:42.29 |
| Крос 2 км                      | Юрій Кіщенко Київська область         | 5.41    | Олег Каяфа Київська область                  | 5.42    | Роман Ростикус Львівська область     | 5.44    |
| Крос 10 км                     | Іван Стребков Тернопільська область   | 30.57   | Богдан-Іван Городиський Київ                 | 30.59   | Дмитро Сірук Рівненська область      | 31.03   |

#### Жінки
| Дисципліни                     | Золото                                 | Золото  | Срібло                               | Срібло  | Бронза                                         | Бронза  |
| ------------------------------ | -------------------------------------- | ------- | ------------------------------------ | ------- | ---------------------------------------------- | ------- |
| Трейл                          | Юлія Тарасова Одеська область          | 7:16.02 | Наталія Гусиніна Київ                | 8:09.50 | Олена Хашко Київ                               | 8:30.30 |
| Гірський біг (вгору)           | Катерина Карманенко Рівненська область | 1:30.12 | Олена Китиця Житомирська область     | 1:30.15 | Юлія Тарасова Одеська область                  | 1:32.00 |
| Гірський біг (вгору-вниз)      | Олена Китиця Житомирська область       | 38.49   | Ольга Балабанова Сумська область     | 41.59   | Вікторія Подлісецька Івано-Франківська область | 42.07   |
| Гірський біг (довга дистанція) | Наталія Гусиніна Київ                  | 7:21.39 | Олена Хашко Київ                     | 7:23.54 | Аліса Діхтенко Київ                            | 7:40.06 |
| Крос 2 км                      | Валентина Кілярська Полтавська область | 6.27    | Олеся Дідоводюк Закарпатська область | 6.30    | Орися Дем'янюк Львівська область               | 6.36    |
| Крос 8 км                      | Вікторія Хапіліна Донецька область     | 27.29   | Ірина Бубняк Київ                    | 27.42   | Дар'я Михайлова Київська область               | 27.47   |

### Шосейний біг
- Чемпіонат України з бігу на 1 милю 2019 був проведений 29 вересня у Чернівцях[17].
- Чемпіонат України з бігу на 10 кілометрів 2019 був проведений 15 вересня у Львові у межах всеукраїнських змагань «Львівська десятка»[18].
- Чемпіонат України з напівмарафону 2019 був проведений 1 вересня в Полтаві[19].
- Чемпіонат України з марафонського бігу 2019 був проведений 6 жовтня у Білій Церкві в межах Білоцерківського марафону[20].
- Чемпіонат України з 12-годинного та добового бігу 2019 був проведений 21-22 вересня у Києві на трасі каштанової алеї парку «Перемога»[21].
- Чемпіонат України з 48-годинного бігу 2019 був проведений 28-30 червня у Вінниці на кільцевій трасі, прокладеній в Центральному міському парку[22].

#### Чоловіки
| Дисципліни      | Золото                             | Золото     | Срібло                                 | Срібло     | Бронза                                 | Бронза     |
| --------------- | ---------------------------------- | ---------- | -------------------------------------- | ---------- | -------------------------------------- | ---------- |
| 1 миля          | Володимир Киц Чернівецька область  | 4.40       | Василь Коваль Волинська область        | 4.41       | Сергій Березюк Волинська область       | 4.43       |
| 10 кілометрів   | Дмитро Сірук Рівненська область    | 29.58      | Василь Коваль Волинська область        | 30.04      | Дмитро Мусіятченко Полтавська область  | 30.11      |
| Напівмарафон    | Ігор Олефіренко Київська область   | 1:04.42    | Олександр Сітковський Донецька область | 1:04.56    | Артем Казбан Дніпропетровська область  | 1:05.10    |
| Марафон         | Богдан-Іван Городиський Київ       | 2:10.52 PB | Микола Нижник Київ                     | 2:11.12 PB | Ігор Гелетій Івано-Франківська область | 2:13.15 PB |
| 12-годинний біг | Анатолій Новак Львівська область   | 125,413 км | Юрій Черношей Білорусь                 | 116,472 км | Сергій Гоцуляк Миколаївська область    | 114,724 км |
| Добовий біг     | Андрій Ткачук Закарпатська область | 240,548 км | Дмитро Краснов Одеська область         | 192,005 км | Юрій Тростенюк Вінницька область       | 188,296 км |
| 48-годинний біг | Андрій Ткачук Закарпатська область | 360,829 км | Дмитро Краснов Одеська область         | 295,717 км | Сергій Ян Миколаївська область         | 279,439 км |

#### Жінки
| Дисципліни      | Золото                              | Золото        | Срібло                              | Срібло     | Бронза                                 | Бронза     |
| --------------- | ----------------------------------- | ------------- | ----------------------------------- | ---------- | -------------------------------------- | ---------- |
| 1 миля          | Діана Ткаченко Миколаївська область | 5.31          | Людмила Даниліна Київська область   | 5.36       | Іванна Кух Волинська область           | 5.38       |
| 10 кілометрів   | Софія Яремчук Львівська область     | 33.20         | Ольга Котовська Рівненська область  | 33.27      | Олеся Дідоводюк Закарпатська область   | 34.38      |
| Напівмарафон    | Дар'я Михайлова Київська область    | 1:15.44       | Віра Овчарук Вінницька область      | 1:16.20    | Катерина Карманенко Рівненська область | 1:17.01    |
| Марафон         | Євгенія Прокоф'єва Київ             | 2:28.06 PB    | Дар'я Михайлова Київська область    | 2:28.15 PB | Ірина Бубняк Київ                      | 2:30.51 PB |
| 12-годинний біг | Наталія Чісліна Житомирська область | 90,407 км     | Ольга Акімова Київ                  | 75,568 км  | Тетяна Артеменко Київ                  | 46,666 км  |
| Добовий біг     | Олена Шевченко Одеська область      | 219,289 км NB | Людмила Олійник Київ                | 181,385 км | Олена Михайлик Донецька область        | 164,761 км |
| 48-годинний біг | Світлана Самаріна Київ              | 230,605 км    | Лариса Лабарткава Львівська область | 196,692 км | Галина Кравченко Донецька область      | 174,988 км |